# Victor Sanz
Victor Sanz (* 13. Oktober 1973 in Wasco, Kalifornien) ist ein US-amerikanischer Country-Sänger.

## Biografie
Victor Sanz ist am 13. Oktober 1973 in Wasco, Kalifornien von mexikanischen Eltern geboren worden. Bereits in Teenagerjahren begann er in Clubs aufzutreten und nahm schon mit 19 sein erstes Demoband auf. Danach gründete er die Band Prairie Thunder. Kurz danach nahm er ein zweites Demoband auf, das durch einen Freund in Umlauf kam. Durch dieses Demoband kam er zu seinem Plattenvertrag und nahm sein erstes Album Destination Unknown auf, aus dem zwei Singles es in die Charts schafften: "I'm Gonna Be There" und "Destination Unknown". Vier Jahre nach dem Release seines Debütalbums gründeten Sanz und der Unternehmer Scott Hacker das Plattenlabel West Coast Independent Records. Dann erschien sein zweites Album Hey Country, aus dem es wieder zwei Singleauskopplungen, "Tell Me What You Wanna Do" und "Love Won't Let Me", während letzteres sich nicht in den US-Country-Charts platzieren konnte.

## Privatleben
Sanz lebt derzeit mit seiner Ehefrau und seinen drei Kindern in Bakersfield, Kalifornien.

## Diskografie

### Alben
- 2000: Destination Unknown (Gramac)
- 2005: Hey Country (West Coast Independent)

### Singles
| Jahr | Titel Album                            | Höchstplatzierung, Gesamtwochen, AuszeichnungChartsChartplatzierungen (Jahr, Titel, Album, Platzierungen, Wochen, Auszeichnungen, Anmerkungen) | Anmerkungen |
| Jahr | Titel Album                            | Country | Anmerkungen |
| ---- | -------------------------------------- | --- | ----------- |
| 2000 | I’m Gonna Be There Destination Unknown | Country68 (4 Wo.)Country |             |
| 2000 | Destination Unknown                    | Country68 (1 Wo.)Country |             |
| 2004 | Tell Me What You Wanna Do Hey Country  | Country60 (1 Wo.)Country |             |

Weitere Singles
- 2005: Love Won’t Let Me